# Paul Kpaka
Paul Kpaka (Kenema, 7 agosto 1981) è un ex calciatore sierraleonese, di ruolo attaccante.
22º nella Scarpa d'oro 2002.